# Sourischol River
Der Sourischol River (auch: Sourischol Ravine) ist ein kurzer Bach im Osten von Dominica im Parish Saint David.

## Geographie
Der Sourischol River entspringt am Südwesthang des Kraters von Saint Sauveur (Trou Cochon), ganz in der Nähe der Quellen von River Bois Marigot, Ravine Fille und Vio River, die jedoch zu zwei benachbarten Flusssystemen gehören. Der Bach stetig nach Süden und mündet bald bei Newfoundland in den Brown’s River. Der Bach ist ca. 1,3 km lang.